# Traian Iordache
Pour les articles homonymes, voir Iordache.
Traian Iordache (né le 10 octobre 1911 à Bucarest et mort le 3 avril 1999) était un joueur de football roumain.

## Statistiques
- Total de matchs joués en Liga I : 93 matchs - 66 buts
- Meilleur buteur de Liga I : 1936–37

## Palmarès

### Avec leVenus Bucarest
- Champion de Roumanie en 1939 et 1940
- Finaliste de la Coupe de Roumanie en 1940